# 南京の基督
『南京の基督』（ナンキンのキリスト）（英題：The Christ Of Nanking）は、芥川龍之介の短編小説。中国の南京を舞台にしたキリスト教信者の少女娼婦の物語。梅毒に侵され、客をとるのを止めていた少女・金花の前に現れたキリスト似の外国人との一夜の出来事と、その後の金花と日本人旅行家との対話が描かれている。
なお、この作品には〈本篇を草するに当り、谷崎潤一郎氏作「秦淮（しんわい）の一夜」に負ふ所尠（すくな）からず。附記して感謝の意を表す。〉との謝辞が付されて、谷崎の小説に依拠したことが示されているが、正確な作品名は『秦淮の夜』である。
1920年（大正9年）、雑誌『中央公論』7月号に掲載され、翌年1921年（大正10年）3月14日に新潮社より刊行の『夜来の花』に収録された。1995年（平成７年）に香港・日本の合作で同名の映画が製作された。この作品で宋金花を演じた富田靖子が第8回東京国際映画祭最優秀女優賞を受賞した。

## あらすじ
南京に住む敬虔なキリスト教徒で、気立てのやさしい15歳の私娼・宋金花は、悪性の梅毒にかかってしまう。同じ娼婦仲間から「客にうつせば治る」という迷信じみた療法を教えられたものの、キリストの教えに背くことになると、客をとらずに頑なに拒んでいた。ある晩、彼女のもとへキリストに似た外国人の男がやって来た。当初拒んでいた金花だが、キリストとだぶるその男に抱かれた。その晩、金花の夢の中にキリストが現れ病を癒した。目を覚ました金花は、あの人がキリストだったのだと思った。
翌年の春、その話を金花から聞いた知り合いの日本人旅行者は、そのキリストに似た男が日米ハーフのGeorge Murryではないかと考える。その男は南京の娼婦を買い、金を払わず逃げたことを自慢していたのだった。日本人旅行者はそのことを金花に言おうか、黙っていようか思案しながら、金花にその後の病状を訊ねた。金花は晴れ晴れと顔を輝かせて、その後一度も煩いがないことを告げた。

## 登場人物
宋金花
15歳。5歳のときに母の影響で洗礼を受ける。母を亡くし、病床の父を養うため、南京奇望街の或る家の一間で娼婦をしている。
日本人旅行者
上海に競馬を見た後、南京希望街に立ち寄り、金花の部屋を訪れた。その時に翡翠のイヤリングを金花に渡す。知り合いに路透（ロイテル）電報局の通信員がいる。
陳山茶
商売仲間の女。
毛迎春
商売仲間の女。
キリスト似の男
ある晩泥酔した状態で金花の部屋に迷い込み、交渉の末彼女と一夜を共にする。その後金花が寝ている間に金も払わず姿をくらます。
George Murry
日米ハーフ。英字新聞の通信員と思われる男で男振りに似合わない人の悪い人間。娼婦に金も払わず逃げたことを自慢していた。その後悪性の梅毒から発狂。

## 作品評価・解釈
『南京の基督』は谷崎潤一郎の『秦淮の夜』に依拠しているが、フローベールの『聖ジュリアン』の文学的技法や描写法の影響もあるのではないかと西原大輔は考察している。
なお、『南京の基督』は芥川の技巧の冴えた傑作短編の一つとして、評価の高い作品であるが、その一方で、よく出来た作品ながらも、前作『秋』でせっかく近代心理小説の新しい転換を図ったのに、また以前の特異な作風になったことを惜しむ久米正雄の評もある。
三島由紀夫は『南京の基督』を、「実によく出来た、実に芥川的な短篇」としながらも、「古典的名作」とされているこういった作品が、案外「芥川のもので一等早く古びさうに思へる」とし、その理由を、芥川が本来的に持っているナイーブさが見られないという主旨で以下のように解説している。
しかし三島は、こういった評は、「後人のないものねだり」で、短篇小説というジャンルを、その当時の時代にここまで完成させることは、芥川以外の他の誰にもできなかったことであり、「近代日本の急激な跛行的発展の一つの頂点の文学的あらはれ」だと賛辞している。そして、その巧さを、「日本人本来の繊細なクラフツマンシップ（職人芸）が、ここまで近代芸術としての短篇小説を完成せしめたのは、現在のカメラ工業の発展とも似てゐる。この精妙なカメラは、本場物のライカをさへ凌いでゐる」とし、これに比して「昭和文学の短篇」はだらしない作品が増え、「川端康成と梶井基次郎と堀辰雄のみが短篇小説の孤塁を守るにいたる」と解説している。
主題に関連するものを芥川龍之介が示唆していたものとしては、南部修太郎の批評（巧い作品だとしながらも〈ただそれだけのものに過ぎない〉という辛口評）に応えて、以下のような反問の手紙を芥川は書き記している。
この手紙の中で芥川は、人生がOdious truth（醜悪な真実）に満ち、残酷なものだとしたら、「幸福とはしょせん無知の恩寵ではないのか」という答えのない懐疑を問うていると三好行雄は説明しながら、「芥川はここでも架空の幻影に生をゆだねた少女をあわれんでいる。いや、芥川好みの語を借りていえば、ほとんどなつかしんでいる」と、『南京の基督』のモチーフを考察している。
また三好行雄は、未見の土地の雰囲気を芥川がよく描き、無邪気な娼婦の人物造型もそれなりに血が通っているとし、「手馴れた技巧が、しかもうわすべりのない重さで、かっちりとした小宇宙を造型するのである」と評している。そして、芥川が南部修太郎宛て（大正9年7月17日付）に送った手紙（梅毒について言及したもの）に、金花の病状が完治していないことが示唆されているとして、金花の知らない「残酷な真実」は、外国人がキリストでもなんでもないという事実だけではなく、彼女が夢みた奇跡（梅毒の根治）が起こっていないということだとし、以下のように解説している。

## 映画
1995年に制作された、アミューズと香港のゴールデン・ハーベスト提携作品。芥川龍之介の『南京の基督』をベースに、彼の自殺直前の心象風景を描いた『歯車』を加えたオリジナル・ストーリー。日本人である富田靖子が中国人の娼婦、宋金花を演じ、香港の俳優レオン・カーフェイが芥川龍之介をモデルにした日本人作家、岡川龍一郎を演じた。この作品で宋金花を演じた富田靖子が第8回東京国際映画祭最優秀女優賞を受賞した。
舞台設定は原作と同じ南京で、主人公も原作と同じ宋金花だが、芥川龍之介をモデルにした日本人作家・岡川が金花と出会い、恋に落ちるという設定。よって、原作のようにキリスト似の男に奇跡を感じるというシーンはない。映画では、金花の病気は治らず、岡川は日本に帰国後に自殺するという重苦しい内容になっている。

### キャスト
- 岡川龍一郎：レオン・カーフェイ（梁家輝）
- 宋金花：富田靖子
- 岡川の妻：中村久美
- 藕香院の主人：ラウ・シュン
- 譚永年：トォオ・ツォンホウ
- 山茶：ジェシカ・チャウ
- キリスト：マーク・カスバーグ

### 吹き替え
- 岡川龍一郎 : 宮本充
- 譚永年 : 土師孝也
- 山茶 : 渡辺美佐
- 小僧 : 金丸淳一
- 有馬瑞香/内藤愛美/岡のりこ/大坂史子/水野龍司/小野美幸/坪井智浩/佐藤ユリ/大島一貫/大前潤司/木村雅/佐藤由菜/広田雅宣/岩田安生/定岡子百合/松本大/小山武宏/入江崇史

### スタッフ
- 原作：芥川龍之介 『南京の基督』 『歯車』
- 監督：トニー・オウ
- 脚本：ジョイス・チャン
- 脚本協力：楠本浩美

- 音楽：梅林茂
- サンポーニャ演奏：瀬木貴将
- ストリングス編曲：柏木広樹

- 撮影：ビル・ウォン
- 美術：エディ・マー、西村薫
- 照明：梁雄偉、横山秀樹
- 録音：Showreel Film Facilities、田中峯生
- 編集：張嘉輝、張耀宗、三宅弘
- 助監督：劉小娟、比嘉一郎、藤岡浩二郎
- 整音：堀内戦治
- 音響効果：帆苅幸雄
- OP撮影：佐光朗
- OP編集：冨田功
- 現像：天工彩色沖印有限公司、IMAGICA
- タイトル：マリンポスト
- プロデュース：森重晃、チャイ・ラン
- プロデューサー補：小柳憲子、千葉誠治
- アシスタントプロデューサー：沼澤明、ポール・チェン
- 企画：アミューズ
- 製作者：大里洋吉（藝神集團）、レナード・ホー（嘉禾電影）
- 製作協力：東映京都撮影所、俳協
- 日本語字幕翻訳：戸田奈津子